# Obroatis curvilineata
Obroatis curvilineata là một loài bướm đêm trong họ Erebidae.